# Fredy Archila
Fredy Leonel Archila Morales, né le 1er juillet 1973, est un ingénieur agronome et botaniste guatémaltèque, spécialiste des orchidées. Fredy Archila Morales est le fils d'Óscar Archila Euter, lui-même orchidologue et fondateur de la Estación Experimental de Orquídeas de la familia Archilla (Station expérimentale d'orchidées de la famille Archila) à Cobán.

## Quelques publications
- Monografía del género Lepanthes Sw. (Orchidaceae) para Guatemala, éd. Kamar, 281 pages, 2010  (ISBN 9992272805)
- Biodiversity and biogeographic significance of the Sierra Chinajá in Alta Verapaz, Guatemala: a first look, in: International Journal of Biodiversity Science & Management, 2009
- Botanical News from Guatemala, in: Richardiana, La revue trimestrielle, éditée par Tropicalia, consacrée aux Orchidées, 2009
- Sudamerlycaste Archila, Addendum et corrigendum. 3a., in: Richardiana, La revue trimestrielle, éditée par Tropicalia, consacrée aux Orchidées, 2009
- Tipificación del género Colax Lindl. ex Sprengel, una asignación pendiente, Guatemalensis año 12 No. 2. Dicimbre 2009
- Neooreophilus Archila: A new Genus in the Pleurothallidinae Lindl. (Orchidaceae)
- El batido o Kakao, la bebida de los dioses, 2010
- Selbyana Archila, un nuevo género en la Lycastinae Schltr.
- Lycaste zacapensis Archila, una joya de la biodiversidad Guatemalteca
- Lycobyana y Sudacaste (Orchidaceae, Lycastubae) nuevos nothogéneros latinoamericanos
- Ornithocephalus cascajalensis, una nueva especie de orquídea en el oriente de Guatemala